# Polisse
Pour les articles ayant des titres homophones, voir Police et Polis.
Pour plus de détails, voir Fiche technique et Distribution.
Polisse est un drame français écrit et réalisé par Maïwenn, sorti en 2011. Il a été présenté en compétition officielle au Festival de Cannes 2011 où il reçoit le prix du jury. Il a reçu deux César en 2012, celui du meilleur espoir féminin et du meilleur montage.

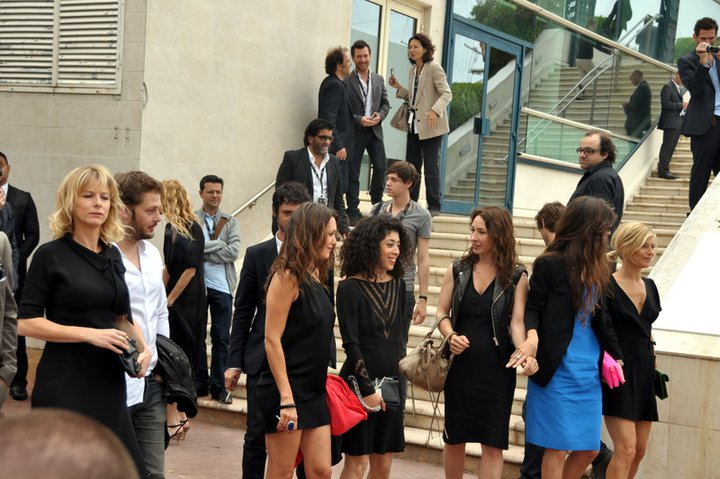
Une partie des comédiens du film au festival de Cannes 2011. De gauche à droite : Karin Viard, Nicolas Duvauchelle, Jérémie Elkaïm (à demi caché), Karole Rocher, Naidra Ayadi, Emmanuelle Bercot, Maïwenn (tournée vers la droite), Marina Foïs. En arrière-plan : Frédéric Pierrot, Sandrine Kiberlain (à demi cachée).

Le titre est inspiré par une faute d'orthographe du fils de la réalisatrice en écrivant le mot « police ».

## Synopsis
Les policiers de la brigade de protection des mineurs (BPM) de Paris luttent contre les innombrables sévices subis par des mineurs : traque de pédophiles, appréhension de parents soupçonnés de maltraitance, suivi d'adolescents pickpockets, adolescents en dérive sexuelle, protection de mineurs sans domicile, mineurs victimes de viol, etc. Plongés dans cet univers éprouvant, ces policiers très impliqués et soudés tentent de préserver leur vie privée et leur santé psychique. Melissa, une jeune photographe est envoyée faire un reportage photo dans l'unité chargée des affaires de mœurs. Elle va croiser la route de Fred, un policier qui semble affecté par son travail et son quotidien.

## Fiche technique
- Titre : Polisse
- Réalisation : Maïwenn
- Assistant réalisation : Frédéric Gérard
- Scénario : Maïwenn et Emmanuelle Bercot
- Dialogues : Maïwenn et Emmanuelle Bercot
- Décors : Nicolas de Boiscuillé
- Costumes : Marité Coutard
- Musique : Stephen Warbeck
- Photographie : Pierre Aïm
- Cadrage : Claire Mathon et Jowan Le Besco
- Son : Nicolas Provost, Sandy Notarianni et Rym Debbarh-Mounir
- Montage : Yann Dedet et Laure Gardette
- Producteur : Alain Attal
- Directeur de production : Xavier Amblard
- Sociétés de production : Les Productions du trésor, Arte France Cinéma, Mars Films, Chaocorp, Shortcom, avec la participation de Canal+, CinéCinéma, Arte, en association avec Cofinova 7, Soficinema 7, Marion, Wild Bunch
- Société de distribution : Mars Distribution (), Wild Bunch ()
- Pays d'origine :  France
- Langue originale : français et quelques scènes en italien, roumain et arabe.
- Format : couleur — DCP — 1.85:1 — stéréo Dolby SRD
- Durée : 127 minutes
- Genres : drame, policier
- Dates de sortie[3] :
  -  France : 13 mai 2011 (Festival de Cannes), 30 juin 2011 (Festival Paris Cinéma), 19 octobre 2011 (sortie nationale)
  -  Belgique : 4 octobre 2011 (Festival de Namur)
  -  Suisse : 19 octobre 2011 (Suisse romande)
  -  Canada : 18 mai 2012 (Sortie limitée dans les cinémas) [4]
- Mention CNC : tous publics avec avertissement mais déconseillé aux moins de 12 ans lors de sa diffusion à la télévision[Note 1] (visa no 125961 délivré le 3 octobre 2011)

## Distribution
- Karin Viard : Nadine
- JoeyStarr : Fred
- Marina Foïs : Iris
- Nicolas Duvauchelle : Mathieu
- Maïwenn : Mélissa Zahia, la photographe
- Karole Rocher : Chrys
- Emmanuelle Bercot : Sue Ellen
- Frédéric Pierrot : le commandant Yvan Gérard, « papa », « Balloo »
- Wladimir Yordanoff : Beauchard, le patron de la Brigade
- Arnaud Henriet : Bamako
- Jérémie Elkaïm : Gabriel, l'équipier au vocabulaire recherché
- Naidra Ayadi : Nora
- Riccardo Scamarcio : Francesco, le compagnon italien de Mélissa
- Sandrine Kiberlain : Madame de la Faublaise
- Louis-Do de Lencquesaing : Monsieur de la Faublaise, le mari au « bras long »
- Carole Franck : Céline, épouse de Balloo
- Laurent Bateau : Hervé, le mari de Nadine
- Anne Suarez : Alice, épouse de Fred
- Anthony Delon : Alex, de la brigade des stups
- Audrey Lamy :  Mme Leclerc, la mère du bébé secoué
- Riton Liebman : Franck, le compagnon exaspéré d'Iris
- Sophie Cattani : la mère droguée
- Marcial Di Fonzo Bo : le prof de gym
- Lou Doillon : la sœur de Mélissa
- Louis Dussol : Vincent
- Alice de Lencquesaing : Sandra, la fille qui accouche
- Nathalie Boutefeu : la mère de Sandra
- Sébastien Farran : le policier qui réalise le briefing de l'opération du centre commercial
- Alain Attal : Marc
- Maëva Pasquali : Estelle
- Amina Annabi : la mère de Mélissa
- Nina Rodriguez : Camille
- Joseph Créhange : Solal, le petit garçon gymnaste
- Patrick Le Besco : le père de Mélissa
- Jamel Barbouche : un homme barbu
- Olivier Breton : un homme au bar
- Bine Sarambounou : la mère d'Ousman
- Laurence Arrouy : le médecin d'accouchement
- Aurélie Braconnier : la sage-femme
- Alexandre Carrière : le père de Dolorès
- Valérie de Monza : la juge du divorce
- Manon Tournier : Caroline, l'adolescente qui s'est fait voler son portable
- Lola Bruna : l'adolescente qui fait un strip-tease devant sa webcam
- Malonn Lévana : Dolorès, la petite fille en ouverture du film

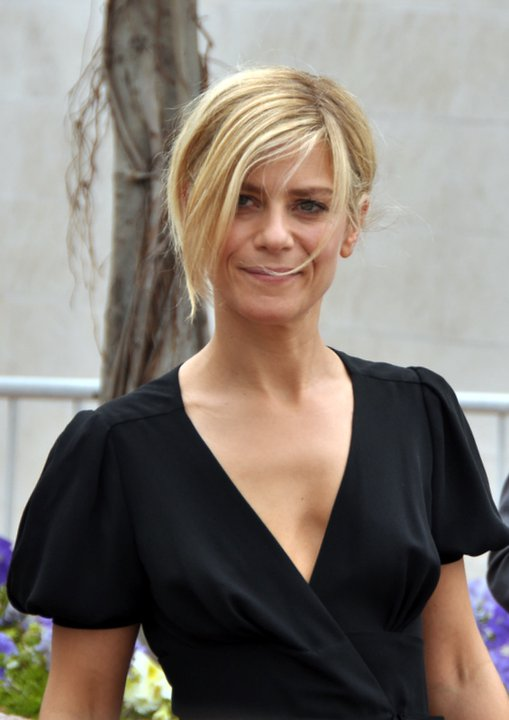
Marina Foïs pour la présentation du film au festival de Cannes 2011.

- Virgil Vernier : homme au diner

## Production

### Genèse
Après Le Bal des actrices, Maïwenn souhaite faire un film pour JoeyStarr et pense donc beaucoup à lui pour l'écriture du scénario. L'idée lui vient progressivement et la réalisatrice fait un stage à la BPM pour poursuivre l'écriture. Maïwenn attend ensuite d'avoir terminé son scénario pour contacter les acteurs et actrices auxquels elle a pensé durant l’écriture, à commencer par Marina Foïs, qui s'est dite immédiatement enthousiaste.
Tous les cas présentés dans le film sont vrais : il y a juste eu une concaténation dans le temps et dans l'espace. La scène de la confrontation du grand-père avec sa petite fille est inspirée du reportage Ma petite chérie de Christine François diffusée en 1998 pour la série Strip-tease sur France 3. La scène où Nora (Naidra Ayadi) a une altercation verbale dans une voiture avec une adolescente visiblement en manque de repères est inspirée d'une vidéo réelle sur YouTube intitulée Gamine de cité insulte une flic de cité. Certains dialogues et plans sont l’exacte copie de faits réels issus du documentaire Brigade des mineurs réalisé par Christine François et Rémi Lainé.
Conclusion par Maïwenn : « Il faut dire que, dans la première version, même si ça va être difficile à croire, les policiers devenaient des ripoux, faisaient un braquage et partaient à Las Vegas dépenser l'argent ! C'est Alain Attal qui a su me ramener à la raison. De toute façon l'économie du film ne me permettait pas de tourner à Las Vegas. »

## Bande originale
Sauf indication contraire, les informations mentionnées dans cette section peuvent être confirmées par le générique de fin de l'œuvre audiovisuelle présentée ici, ainsi que par la base de données cinématographiques IMDb,  présente dans la section « Liens externes ».

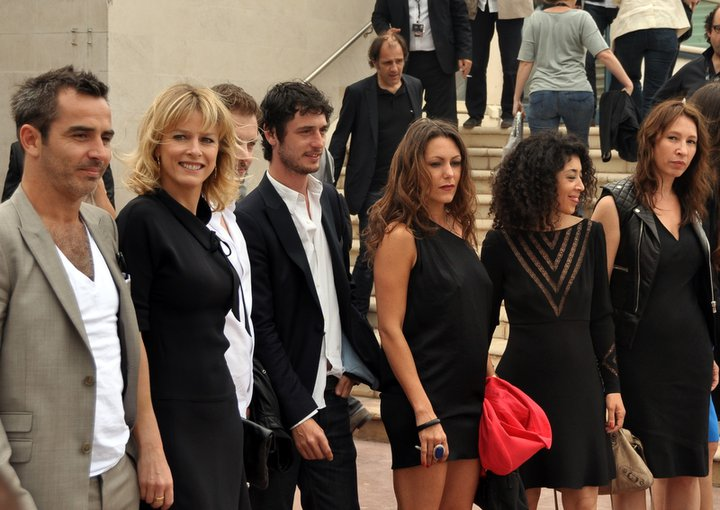
Une partie de l'équipe des comédiens au festival de Cannes 2011. De gauche à droite : Arnaud Henriet, Karin Viard, Nicolas Duvauchelle (à demi caché), Jérémie Elkaïm, Karole Rocher, Naidra Ayadi, Emmanuelle Bercot. À l'arrière-plan : Frédéric Pierrot.

- L'Île aux enfants par Anne Germain de 1974, durée : 2 min 22 s (générique de début du film).
- Les roumains par Stephen Warbeck, durée : 3 min 18 s.
- Baby I'm Yours par Breakbot de 2011, durée : 3 min 39 s (dans le bus avec les enfants roumains).
- Kidnapping par Stephen Warbeck, durée : 2 min 4 s.
- Suspens par Stephen Warbeck, durée : 1 min 33 s.
- Stand on the Word par Keedz de 2010, durée : 4 min 25 s (dans la boite de nuit, le groupe se défoule en dansant de façon débridée).
- Blanket par Imogen Heap et Urban Species de 1998, durée : 5 min 50 s (dans la boite de nuit, le groupe danse un slow).
- Hall Melissa par Stephen Warbeck, durée : 4 min 16 s.
- Fred par Stephen Warbeck, durée : 1 min 10 s.
- Bébé Iris par Stephen Warbeck, durée : 1 min 23 s.Marina Foïs en 2012 à la 37e cérémonie des César.

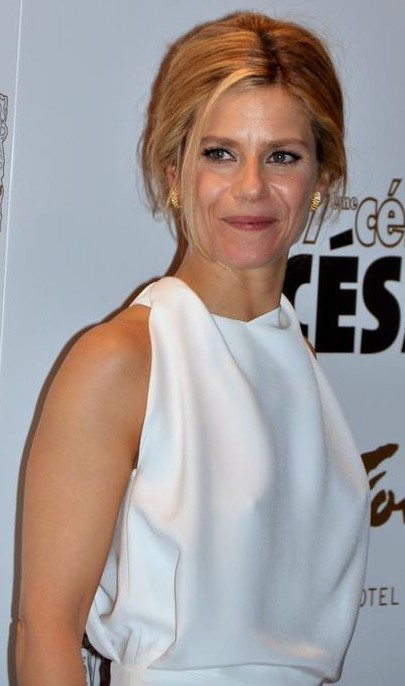
Marina Foïs en 2012 à la des César.

- Le temps qui passe par Stephen Warbeck, durée : 2 min 41 s.
- Déjeuner de famille par Stephen Warbeck, durée : 1 min 51 s.
- Le cadeau par Stephen Warbeck, durée : 1 min 6 s.
- Le gymnase par Stephen Warbeck, durée : 2 min.
- Déménagement par Stephen Warbeck, durée : 35 s.
- Rue du Faubourg Saint Denis par Stephen Warbeck, durée : 1 min 6 s.
- La fin par Stephen Warbeck, durée : 7 min 20 s.
- Bist du bei mir de Gottfried Heinrich Stölzel de 1718.
- Domine ad adiuvandum d'Antonio Vivaldi.

## Accueil

### Accueil critique
Sur l'agrégateur américain Rotten Tomatoes, le film récolte 87 % d'opinions favorables pour 84 critiques. Sur Metacritic, il obtient une note moyenne de 74⁄100 pour 25 critiques.
En France, le site Allociné propose une note moyenne de 3,7⁄5 à partir de l'interprétation de critiques provenant de 30 titres de presse.

### Box-office
- France :
  - 636 355 entrées en première semaine
  - 1 million d'entrées en deuxième semaine[11]
  - 1,8 million en troisième semaine
  - 2,306 millions en quatrième semaine

Pour sa rediffusion sur Arte, le film enregistre, le 23 novembre 2014, le record de la chaîne avec 2,7 millions de spectateurs.

## Distinctions

### Récompenses
| Prix                    | Catégorie                      | Lauréat                      |
| ----------------------- | ------------------------------ | ---------------------------- |
| Festival de Cannes 2011 | Prix du jury                   | Maïwenn                      |
| Festival Cinemania 2011 | Prix du public                 |                              |
| César du cinéma 2012    | Meilleur espoir féminin        | Naidra Ayadi                 |
| César du cinéma 2012    | Meilleur montage               | Yann Dedet et Laure Gardette |
| César du cinéma 2012    | Prix Daniel Toscan du Plantier | Alain Attal                  |
| Prix Lumières 2012      | Meilleur réalisateur           | Maïwenn                      |
| Prix Jacques-Deray 2012 | Meilleur film policier         | Maïwenn                      |
| Globes de cristal 2012  | Meilleure actrice              | Karin Viard et Marina Foïs   |

### Nominations et sélections
| Prix                       | Catégorie                                                     | Nommé                                                                    |
| -------------------------- | ------------------------------------------------------------- | ------------------------------------------------------------------------ |
| Festival de Cannes 2011    | Sélection officielle, en compétition pour la Palme d'or       | Maïwenn                                                                  |
| Festival de Stockholm 2011 | Sélection officielle, en compétition pour le Cheval de bronze | Maïwenn                                                                  |
| César du cinéma 2012       | Meilleur film                                                 | Alain Attal                                                              |
| César du cinéma 2012       | Meilleur réalisateur                                          | Maïwenn                                                                  |
| César du cinéma 2012       | Meilleur scénario original                                    | Emmanuelle Bercot et Maïwenn                                             |
| César du cinéma 2012       | Meilleure actrice                                             | Marina Foïs                                                              |
| César du cinéma 2012       | Meilleure actrice                                             | Karin Viard                                                              |
| César du cinéma 2012       | Meilleur acteur dans un second rôle                           | Nicolas Duvauchelle                                                      |
| César du cinéma 2012       | Meilleur acteur dans un second rôle                           | Frédéric Pierrot                                                         |
| César du cinéma 2012       | Meilleur acteur dans un second rôle                           | JoeyStarr                                                                |
| César du cinéma 2012       | Meilleure actrice dans un second rôle                         | Karole Rocher                                                            |
| César du cinéma 2012       | Meilleure photographie                                        | Pierre Aïm                                                               |
| César du cinéma 2012       | Meilleur son                                                  | Emmanuel Croset, Rym Debbarh-Mounir, Sandy Notarianni et Nicolas Provost |
| Prix Lumières 2012         | Meilleur scénario                                             | Emmanuelle Bercot et Maïwenn                                             |
| Prix Lumières 2012         | Meilleure actrice                                             | Marina Foïs                                                              |
| Prix Lumières 2012         | Meilleure actrice                                             | Karin Viard                                                              |
| Prix Lumières 2012         | Meilleur acteur                                               | JoeyStarr                                                                |
| Globes de Cristal 2012     | Meilleur film                                                 |                                                                          |